# باشگاه ورزشی ترجی واد النیص
باشگاه ورزشی ترجی واد النیص یا به زبان ساده ترجی واد النیص یک تیم فوتبال فلسطینی است که در شهر واد النیص خارج از بیت‌لحم قرار دارد و در لیگ برتر کرانه باختری بازی می‌کند.